# رود اومبا
رود اومبا (انگلیسی: Umba) یک رودخانه در استان مورمانسک کشور روسیه است.